# Вольф, Елена Михайловна
Еле́на Миха́йловна Вольф (1927—1989) — советский лингвист-романист, доктор филологических наук, заведующая сектором романских языков Института языкознания АН СССР. Член-корреспондент португальского Института Коимбры (1985).

## Биография
Родилась в 1927 году в Ленинграде в семье музыкального педагога и теоретика музыкального образования Надежды Львовны Гродзенской (1892, Вильна — 1974). В 1928 году семья переехала в Москву. В 1933 году её отец, учёный-агроном, экономист и государственный деятель Моисей Михайлович Вольф (1880, Шклов — 1933), был репрессирован и расстрелян.
В 1949 году Е. М. Вольф окончила отделение классической филологии филологического факультета МГУ (училась в одной группе с Б. Б. Ходорковской и Н. А. Фёдоровым), одновременно сдав экзамен по романо-германской филологии. Она прошла курс испанистики у Э. И. Левинтовой и преподавала испанский язык в МГУ. В 1954—1959 работала в университете Душанбе, где преподавала английский язык. В 1959 году в МГУ защитила кандидатскую диссертацию по теме «Устойчивые сочетания глагола с существительным без предлога в современном испанском языке». С 1960 года работала в Институте языкознания АН СССР, где посвятила себя изучению и преподаванию португальского языка. В 1964 году опубликовала статью о португальском языке Бразилии, а в 1965 году в соавторстве с Б. А. Никоновым — один из первых учебников португальского языка. В том же году Е. М. Вольф начала вести факультативный курс португальского языка для испанистов МГУ. В 1971 году под её редакцией был опубликован «Обратный словарь португальского языка». В 1974 году организовала романский семинар в Институте языкознания. В том же году защитила докторскую диссертацию по теме «Местоимения в иберо-романских языках (личные, притяжательные и указательные)», по материалам которой опубликовала монографию. В 1975 году, будучи в командировке в Болгарии, положила начало изучению португальского языка в Софийском университете. Е. М. Вольф также положила начало научному изучению рукописного наследия иберо-романских стран, хранящегося в российских архивах и библиотеках. Автор учебника «История португальского языка», статьи о португальском языке в БСЭ и многих работ по каталонистике и португалистике.
Скончалась в 1989 году в Москве. Похоронена на Донском кладбище,рядом с родственниками (участок у 14 колумбарий)

### Семья
- Муж — доктор медицинских наук, профессор Юрий Захарович Розенблюм (1925—2008), заведующий лабораторией офтальмоэргономики и оптометрии НИИ глазных болезней имени Гельмгольца, заслуженный деятель науки и техники Российской Федерации.
- Тётя (сестра матери) — Шифра Львовна Шабад (урождённая Гродзенская, 1878—1943), была замужем за врачом и общественным деятелем Тимофеем (Цемахом) Осиповичем Шабадом.
  - Двоюродная сестра — ботаник Регина Тимофеевна Вайнрайх (урождённая Шабад, 1898—1974), жена лингвиста-идишиста М. Л. Вайнрайха.
- Тётя — Эсфирь Львовна Заславская (1885—1943), была замужем за журналистом, литературным критиком Давидом Иосифовичем Заславским. Тётя — Эмма Львовна Гродзенская (1880—1942), была замужем за польским хирургом Ароном Орко Соловейчиком[пол.] (их три сына стали видными врачами и учёными-медиками). Тётя — Ольга Львовна Гродзенская (1881—?), была замужем за психиатром Исидором Семёновичем (Израилем Симоновичем) Германом (1865—1928), директором Орловской губернской психиатрической больницы Святого Духа. Тётя — Анна Львовна Гродзенская (1895—1964), была замужем за польским юристом и правоведом Владиславом Юзефом Шатенштейном (пол. Władysław Józef Szatensztejn, 1893—1944), автором ряда научных трудов в области юриспруденции[7].

## Основные работы
- Вольф Е. М., Катагощина Н. А. Сравнительно-сопоставительная грамматика романских языков: Иберо-Романская подгруппа. М.: Наука, 1968.
- Грамматика и семантика местоимений: На материале иберо-романских языков. М., 1974.
- Грамматика и семантика прилагательного. М. : Наука, 1978. — 200 с.
- Грамматика и семантика романских языков: к проблеме универсалий. М., 1978 (в соавт. с Г. В. Степановым , Л. И. Лухт и А. В. Супрун).
- Формирование романских литературных языков. Португальский язык. М., 1984.
- Испанско-русский фразеологический словарь: 30,000 фразеологических единиц / под ред. Е. М. Вольф, Э. И Левинтовой. М.: Русский язык, 1985—1074 с.
- Функциональная семантика оценки. М., 1985.
  - Функциональная семантика оценки. Изд. 2-е, доп. — М.: Едиториал УРСС, 2002. — 280 с. (Лингвистическое наследие XX века.) ISBN 5-354-00047-5
  - Вольф Е. М. Функциональная семантика оценки / вступ. ст. Н. Д. Арутюновой и И. И. Челышевой. — Изд. 3-е изд., стер. — М.: URSS, 2005. — XXII, 259, [2] с.; 22 см. — (Лингвистическое наследие XX века).; ISBN 5-484-00400-4
  - 4-е изд. М., 2019 — ISBN 978-5-397-06629-7.
- История португальского языка / Рецензенты проф. В. С. Виноградов (МГУ), доц. Г. С. Романов (МГИМО). — Учеб. для ин-тов и фак. иностр. яз. — М.: Высшая школа, 1988. — 264 с. — ISBN 5-06-001175-5.
  - Вольф Е. М. История португальского языка. Изд. 5, стереотип. М.: URSS. 2019. 264 с. ISBN 978-5-9710-5990-5.
- Португальский язык // Языки мира: Романские языки / Редакторы: Т. Ю. Жданова, О. И. Романова, Н. В. Рогова. — М. : Academia, 2001. — С. 462—492. — 720 с. — (Языки Евразии). — ISBN 5-87444-016-X.